# Suada Dilberović
Suada Dilberović (24 mai 1968 – 5 avril 1992) était une étudiante en médecine à l'Université de Sarajevo d'origine bosniaque. Elle est considérée avec Olga Sučić comme l'une des premières victimes de la guerre de Bosnie-Herzégovine.

## Biographie
Suada Dilberović est née à Dubrovnik en Croatie, dans une famille bosniaque de confession musulmane. Elle vint étudier la médecine à Sarajevo et était en 6e année lorsque la guerre de Bosnie-Herzégovine commença au début du mois d'avril 1992.
Le 15 novembre 2007, la faculté de médecine de l'université de Sarajevo lui décerna à titre posthume son diplôme de médecine.

## Mort
Le 5 avril 1992, en réponse aux événements s'étant déroulés à travers la Bosnie-Herzégovine, 100 000 personnes de toutes nationalités prirent part à un rassemblement pour la paix à Sarajevo. Des snipers serbes postés dans un hôtel Holiday Inn sous le contrôle du Parti Démocratique Serbe au cœur de Sarajevo ouvrirent le feu sur la foule, tuant six personnes et blessant plusieurs autres. Suada Dilberović et une femme croate Olga Sučić étaient au premier rang sur le pont Vrbanja  lors des tirs. Le pont où Sučić et Dilberović ont été tuées a été rebaptisé en leur honneur. Six snipers serbes furent arrêtés, mais ils furent ensuite échangés quand les nationalistes serbes menacèrent de tuer le commandant de l'école de police de Bosnie capturé la veille,,.
Une preuve présentée lors du procès pour crimes de guerre de Slobodan Milosevic à La Haye, contredit la thèse selon laquelle ce furent des snipers serbes qui ouvrirent le feu.
Le général serbe Aleksandar Vasiljevic, ancien chef de la sécurité du district militaire de Sarajevo et chef-adjoint du service de contre-espionnage de l'armée populaire yougoslave, a témoigné à charge dans le procès pour crimes de guerre de Slobodan Milosevic. Selon lui, la fusillade fut une provocation préméditée des bérets verts, dont certains étaient logés dans un lycée professionnel voisin du Holiday Inn. Ils firent feu sur la foule de l'arrière, et il fut rapporté que c'étaient les Chetniks (serbes), membres du SDS qui tiraient depuis le Holiday Inn. Cependant aucun début de preuve de la véracité de ces accusations envers les Bérets Verts n'existe, il s'agit donc sûrement de propagande visant à déresponsabiliser le SDS de la fusillade.
Les Bosniaques, les Croates et les Serbes se disputent les premières victimes de la guerre de Bosnie-Herzégovine. Les Bosniaques et les Croates considèrent les premières victimes de la guerre comme étant Suada Dilberović et Olga Sučić,,,. Tandis que les Serbes considèrent comme première victime Nikola Gardović, le père d'un marié, tué au cours du mariage, le lendemain du référendum, le 1er mars 1992 à Sarajevo dans la vieille ville de Baščaršija.